# Никулин, Егор Иосифович
Егор Иосифович Никулин (1909—1992) — сержант Рабоче-крестьянской Красной Армии, участник Великой Отечественной войны, Герой Советского Союза (1945).

## Биография
Егор Никулин родился 30 января 1909 года в селе Фентисово (ныне — Золотухинский район Курской области). После окончания начальной школы работал в колхозе. В 1931—1934 годах проходил службу в Рабоче-крестьянской Красной Армии. В 1943 году Никулин повторно был призван в армию. С февраля того же года — на фронтах Великой Отечественной войны.
К январю 1945 года гвардии сержант Егор Никулин командовал отделением 7-го гвардейского кавалерийского полка 2-й гвардейской кавалерийской дивизии 1-го гвардейского кавалерийского корпуса 1-го Украинского фронта. Отличился во время форсирования Одера. 30 января 1945 года Никулин вместе с тремя товарищами, находясь в разведке, уничтожил артиллерийское орудие противника, а затем взяли в плен немецкого солдата. Во время боя за населённый пункт Бергкирх к северу от Рацибужа он первым поднял своё отделение в атаку, только лично уничтожив 7 вражеских солдат и офицеров.
Указом Президиума Верховного Совета СССР от 27 июля 1945 года гвардии сержант Егор Никулин был удостоен высокого звания Героя Советского Союза с вручением ордена Ленина и медали «Золотая Звезда».
После окончания войны Никулин был демобилизован. Проживал в деревне Фентисово Золотухинского района, работал путевым обходчиком. Скончался 27 июня 1992 года, похоронен в Золотухино.

## Награды
Был также награждён орденами Отечественной войны 1-й и 2-й степеней, рядом медалей.